# Ходжаев, Файзулла (сценарист)
Файзулла Ходжаев (узб. Fayzulla Xo'jayev) (27 июля 1932, Ташкент, Узбекская ССР, СССР) — советский и узбекский драматург, писатель и сценарист.

## Биография
Родился 27 июля 1932 года в Ташкенте. После окончания средней школы переехал в Москву и в 1950 году поступил на сценарно-редакторский факультет ВГИКа, который он окончил в 1955 году, а также учился на Высших курсах режиссуры кино, который их окончил в 1964 году. В 1955 году был принят в штат Ташкентской киностудии, где он до 1957 года работал в должности редактора сценарного отдела, а в 1957 году стал начальником сценарного отдела, чуть позже занимал должность старшего ассистента режиссёра-постановщика фильма По путёвке Ленина. Написал ряд документальных киноочерков, литературных очерков и статей, пьесу «Когда расходятся тучи», а также документальных повестей «Земля моя — судьба моя», «Соль земли». Печатался на страницах газет и журналов: Звезда Востока, Комсомольская правда, Огонёк, Правда Востока, Работница.

## Фильмография

### Сценарист
- 1961 — Отвергнутая невеста
- 1970 — Под палящим солнцем
- 1974 — Незабытая песня